# نيدربيرغ كيرشن
نيدربيرج كيرشين هي بلدية في ألمانيا، تقع في منطقة موهلدورف أم إن، بلغ عدد سكانها 1,099  نسمة وذلك حسب إحصائيات سنة 1987، تبلغ مساحتها 24.70 كيلومتر مربع، رمزها البريدي هو 84494.